# Harald Ström (politiker)
Olof Harald Ström (i riksdagen kallad Ström i Nederkalix), född 3 oktober 1836 i Stockholm, död 22 juli 1912 i Nederkalix församling, Norrbottens län, var en svensk apotekare och riksdagspolitiker.
Som riksdagsman var Ström ledamot av andra kammaren 1887–1890 och 1894–1905, invald i Kalix domsagas valkrets.
Strom var dansk vicekonsul i Kalix.

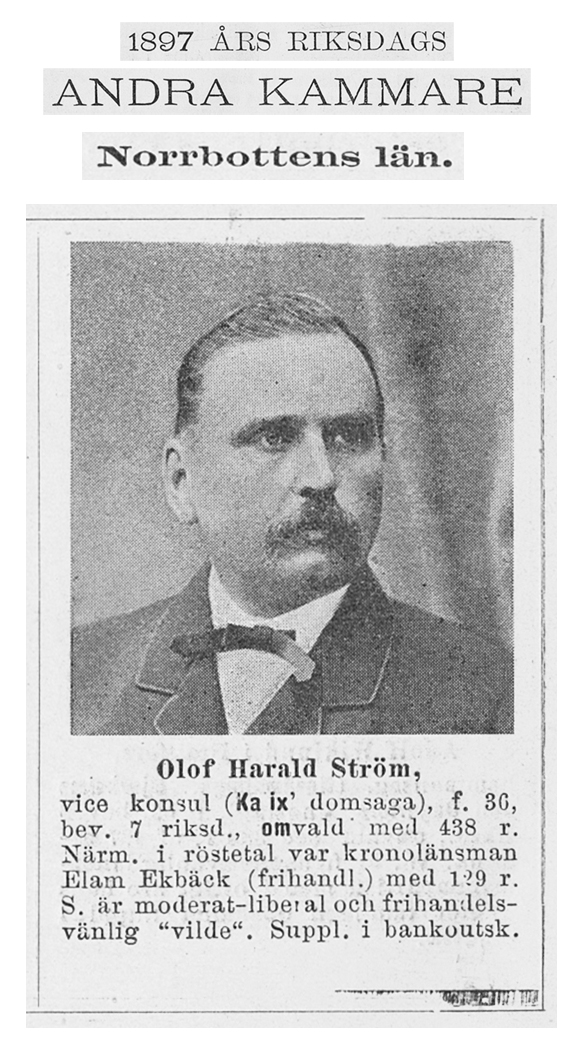
Riksdagsmän 1897
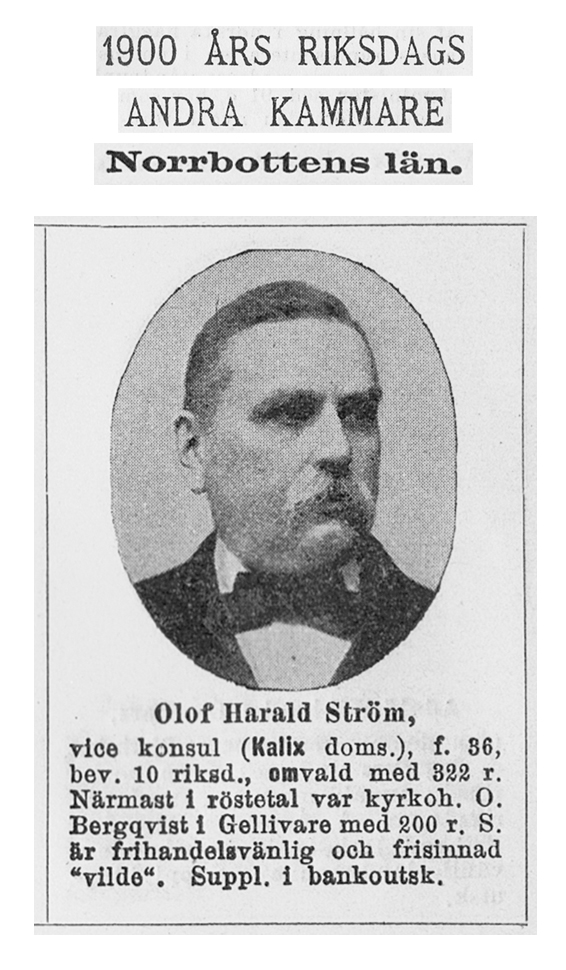
Riksdagsmän 1900
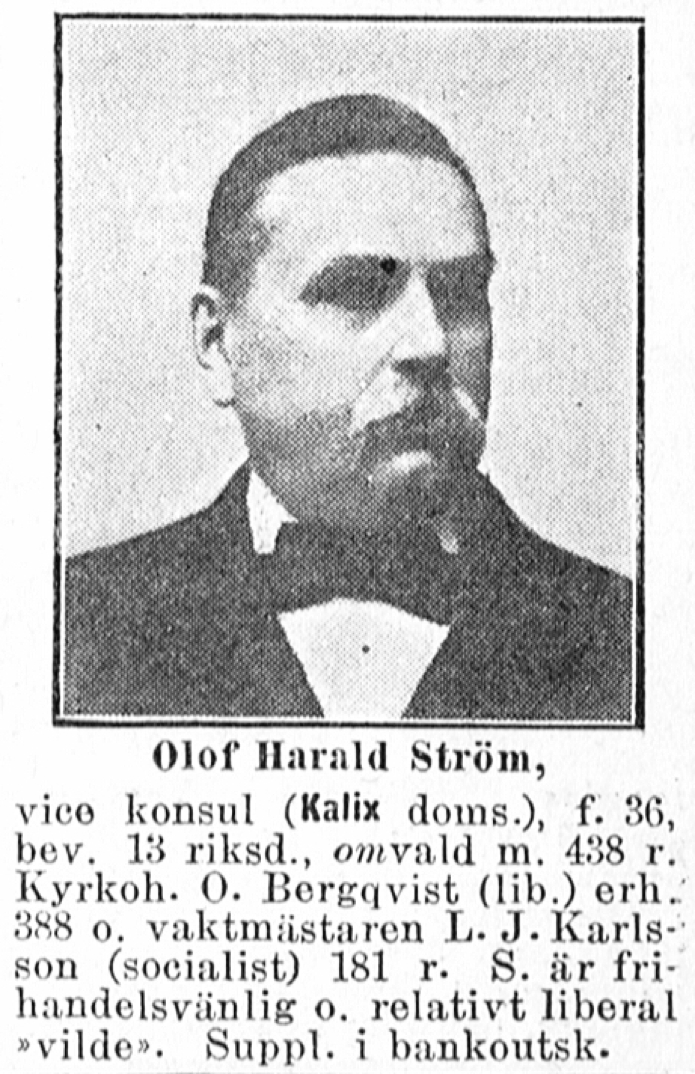
Riksdagsmän 1903